# Sanlúcar de Barrameda
Sanlúcar de Barrameda (Sanlúcar) là một đô thị trong tỉnh Cádiz, Tây Ban Nha.
Sanlúcar nằm trên tả ngạn cửa sông Guadalquivir đối diện với vườn viên Quốc gia Doñana, 52 km từ thủ phủ tỉnh Cádiz và 119 km từ thủ phủ Sevilla của vùng tự trị Andalucía. dân số là 65.805 người (Viện Thống kê quốc gia năm 2009).
Sanlúcar đã là nơi có người sinh sống từ thời cổ đại, và được giả định đã thuộc về lĩnh vực của nền văn minh Tartessian. Thị trấn San Lucar đã được cấp cho các nhà quý tộc Tây Ban Nha Alonso Pérez de Guzmán trong năm 1297.
Do vị trí chiến lược của mình, thành phố là một điểm khởi đầu cho việc công cuộc thăm dò, thực dân hóa và truyền giáo tại Mỹ giữa thế kỷ 15 và 17. Sanlúcar mất nhiều giá trị chiến lược của mình sau năm 1645 do sự sự giáng chức của nhà Medina-Sidonia, sự suy giảm chung của Tây Ban Nha dưới thời vua Carlos II, việc di dời của Casa de Contratación đến Cadiz năm 1717, và trận động đất Lisboa năm 1755.
Trong thế kỷ 19, nền kinh tế của thành phố đã được chuyển đổi sang trồng nho và du lịch hè. Thế kỷ 20 đã mang sự phá hủy và biến động chính trị như đã xảy ra ở những nơi khác ở Tây Ban Nha trong cuộc nội chiến Tây Ban Nha. Sanlúcar đã được tuyên bố là địa danh lịch sử-nghệ thuật văn hóa vào năm 1973. Kể từ khi sự phục hồi của nền dân chủ (1975-1982) Hội đồng thị trấn của mình đã vay mượn rất nhiều, làm cho Sanlúcar thành phố với mức thu nhập đầu người bình quân thấp nhất ở Tây Ban Nha.
Hiện nay (2010) Sanlúcar là một địa điểm du lịch mùa hè nổi tiếng

## Dân số
| 1999   | 2000   | 2001   | 2002   | 2003   | 2004   | 2005   |
| ------ | ------ | ------ | ------ | ------ | ------ | ------ |
| 61.648 | 61.966 | 61.737 | 61.908 | 62.308 | 62.662 | 63.187 |

Nguồn: INE (Spain)